# HD108662
HD108662 — хімічно пекулярна зоря спектрального класу
A0 й має  видиму зоряну величину в смузі V приблизно  5,3.
Вона  розташована на відстані близько 270,4 світлових років від Сонця.

## Фізичні характеристики
Зоря HD108662 обертається 
порівняно повільно 
навколо своєї осі. Проєкція її екваторіальної швидкості на промінь зору становить  Vsin(i)= 18км/сек.
Телескоп Гіппаркос зареєстрував  фотометричну змінність  даної зорі з періодом    5,08 доби в межах від  Hmin= 5,25 до  Hmax= 5,22.

## Пекулярний хімічний склад
Зоряна атмосфера HD108662 має підвищений вміст 
Cr
.

## Магнітне поле
Спектр даної зорі вказує на наявність магнітного поля у її зоряній атмосфері.
Напруженість повздовжної компоненти поля оціненої з аналізу
становить  619,9± 200,9 Гаус.